# Robert Hoozee
 (août 2022).
Si vous disposez d'ouvrages ou d'articles de référence ou si vous connaissez des sites web de qualité traitant du thème abordé ici, merci de compléter l'article en donnant les références utiles à sa vérifiabilité et en les liant à la section « Notes et références ».
Robert Hoozee, né le 21 juin 1949 à Wilrijk, et mort le 21 février 2012 à Gand, est un historien de l'art, conservateur et directeur de musée belge.

## Biographie
Robert Hoozee est diplômé en 1971 de l'Université de Gand dans le département d'Histoire de l'Art et de l'Antiquité avec le traité'John Constable 1776-1837. Le processus de réalisation. En 1975, il obtient son doctorat en histoire de l'art à l'Université de Gand avec John Constable (1776-1837). Etude critique du style de ses œuvres et analyse du processus de réalisation dans son art. Contribution à l'histoire de la peinture de paysage au XIXe siècle". En 1979, sa main'L'Opera Completa di Constable' est apparue avec l'éditeur italien Rizzoli Editore de Milan, toujours un ouvrage de référence sur ce peintre paysagiste anglais.
En 1976, il a commencé sa carrière dans l'industrie muséale en tant qu'assistant aux Musées royaux des Beaux-Arts de Belgique à Bruxelles. Par la suite, il a été nommé assistant au Musée des Beaux-Arts de Gand en 1978, il est devenu directeur ad interim à partir de 1982 et directeur à partir de 1985. Sous son impulsion, la collection gantoise est devenue une référence dans le domaine de l'art belge du XIXe et du début du XXe siècle. Ses premières expositions,'Quarante artistes autour de Karel van de Woestijne' (1979) et'Paysage dans l'art belge 1830-1914' (1980), ont servi de base à d'autres recherches en histoire de l'art et à sa politique d'achat et d'exposition. Il a également placé l'art belge dans un contexte international, ce qui s'est également reflété dans les achats et dans des expositions de renommée internationale telles que'Paris-Bruxelles, Paris-Bruxelles' (1997) et'British Vision' (2007). Robert Hoozee a également accordé une attention particulière aux œuvres sur papier, donnant au musée une collection significative de dessins et de graphiques, y compris l'ensemble de l'œuvre graphique de James Ensor. En collaboration avec une équipe de spécialistes, il a mis sur pied le Comité consultatif Ensor, un groupe d'étude qui étudie en profondeur le travail de l'artiste.
En tant que directeur, il a également attaché une grande importance à l'accessibilité, au cadre éducatif et à la présentation de la collection. Grâce à la rénovation technique radicale du bâtiment dans les années 2003-2007, il a conduit le musée au XXIe siècle sans affecter le caractère original du bâtiment historique de Charles van Rysselberghe. Au niveau international, le Musée des Beaux-Arts de Gand est considéré comme l'un des plus beaux temples d'art d'Europe.
Robert Hoozee était membre de l'Académie royale flamande de Belgique pour les sciences et les arts à Bruxelles depuis 1991. En 2001, il est devenu membre du conseil d'administration de la collection d'art flamande, une collaboration entre le musée Groeninge, le Musée des Beaux-Arts de Gand et le musée royal des beaux-arts d'Anvers.....
Robert Hoozee meurt après une longue maladie à Gand à l'âge de 62 ans.